# Herbert Trimbach

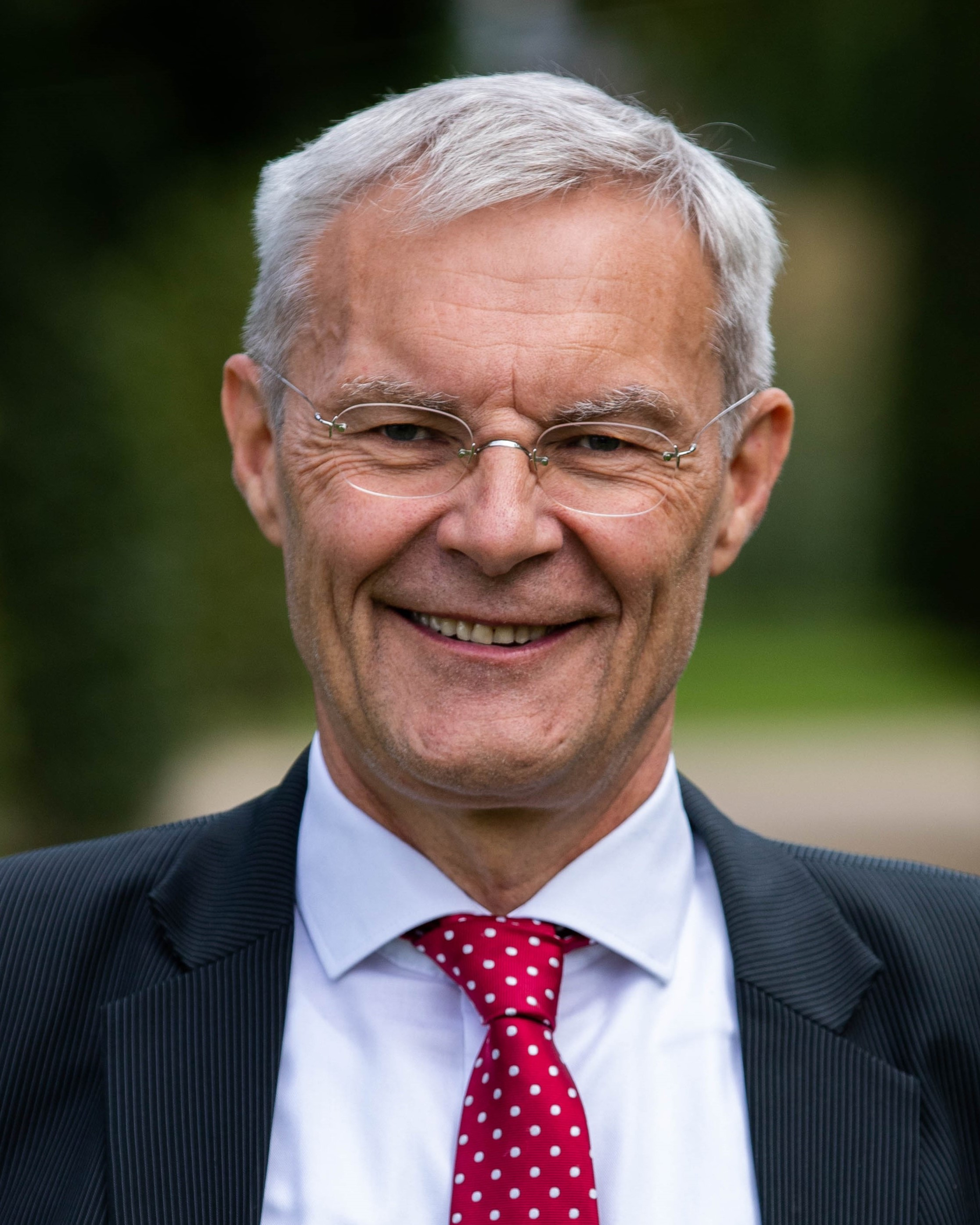
Herbert Trimbach, 2021

 Herbert Josef Trimbach (* 18. August 1954 in Schwärzelbach/Unterfranken) ist ein deutscher Jurist. Von Februar 2012 bis November 2019 und nach Ministerwechsel und Dienstzeitverlängerung war er bis 31. August 2021 Leiter der Abteilung Öffentliche Sicherheit und Ordnung, Polizei, Ordnungsrecht, Brand- und Katastrophenschutz, Rettungswesen im Ministerium des Innern und für Kommunales des Landes Brandenburg.
Seit dem 12. Januar 2022 ist Trimbach als Ministerialdirigent a. D. von Landtag und Landesregierung als Nachfolger von Bruno Küpper zum Landeswahlleiter und zugleich zum Landesabstimmungsleiter berufen worden.

## Leben
Trimbach absolvierte nach dem Abitur am Frobenius-Gymnasium in Hammelburg von 1974 bis 1975 seinen Grundwehrdienst. Von 1975 bis 1980 studierte er Rechtswissenschaft und Geschichte in Würzburg und Speyer und legte 1983 die 2. Juristische Staatsprüfung in München ab. 
Im Anschluss arbeitete Trimbach im Freistaat Bayern als Richter und Staatsanwalt sowie auf Initiative des damaligen Justizstaatssekretärs und späteren Außenministers und Vizekanzlers Klaus Kinkel im Bundesministerium der Justiz in Bonn. Während er als Referent im Ministerium schwerpunktmäßig im öffentlichen Recht tätig war, konzentrierte er sich in seiner Tätigkeit als Richter am Landgericht Schweinfurt auf Zivil- und Handelsrecht sowie das Strafrecht. 1988 wurde er an der Julius-Maximilians-Universität in Würzburg bei Franz-Ludwig Knemeyer (Zweitgutachter Hasso Hofmann) zum Dr. iur. utr. promoviert.
Von 1984 bis 1992 war Trimbach Mitglied des Stadtrates in Hammelburg und des Kreistages im Landkreis Bad Kissingen. Im August 1992 wechselte er in das Land Brandenburg. Nach einer Richtertätigkeit am Bezirksgericht Potsdam arbeitete er bis 2007 im von Hans-Otto Bräutigam geführten Justiz- und Europaministerium. Hier war er Referatsleiter für Zivilrecht, Zivilprozessrecht und Grundbuchrecht und ab 1997 stellvertretender Leiter der Abteilung Öffentliches Recht, Privatrecht und Rechtspolitik, Abteilungsleiter war Dirk Brouër, der spätere Direktor des Bundesrates. Während dieser Zeit setzte sich Trimbach intensiv mit den rechtlichen Regelungen zum Thema „offene Vermögensfragen“ auseinander. Ab 2002 war er nebenamtlich Vorsitzender des Personalrates im Justizministerium und ab 2005 Mitglied im Landespersonalausschuss. 
Von 2007 bis 2012 war Trimbach Vorsitzender Richter am Brandenburgischen Oberlandesgericht, an dem er den 13. Zivilsenat und den 4. Familiensenat leitete. Seit dem 1. Februar 2012 war Trimbach auf Vorschlag des damaligen Innenministers und späteren Ministerpräsidenten Dietmar Woidke als Ministerialdirigent Leiter der Abteilung Öffentliche Sicherheit und Ordnung, Polizei, Ordnungsrecht, Brand- und Katastrophenschutz, Rettungswesen im Ministerium des Innern und für Kommunales des Landes Brandenburg und trat damit die Nachfolge von Jürgen Storbeck, des vormaligen Direktors von Europol, an. Von November 2019 bis Juni 2020 war er Leiter der Abteilung Staats- und Verfassungs-, Ausländerrecht, Wahlen, Datenschutz, Justiziariat im MIK und als Ministerialdirigent Mitglied im AK I der Innenministerkonferenz. 
Trimbach war Mitglied im AK II Innere Sicherheit und von Juli 2015 bis Juli 2018 Vorsitzender des Arbeitskreises V Feuerwehrangelegenheiten, Rettungswesen, Katastrophenschutz und zivile Verteidigung der Innenministerkonferenz. 
Trimbach ist Referendarausbilder, nebenamtlicher Prüfer im 1. und 2. juristischen Staatsexamen und Autor wissenschaftlicher Veröffentlichungen zu juristischen und rechtspolitischen Themen (z. B. in der NJW und der Neue Justiz (NJ)). Er war Mitherausgeber der Fachzeitschrift PVT Polizei, Verkehr + Technik. Er ist Mitglied der SPD und der Gewerkschaft der Polizei (GdP). Darüber hinaus war er Gründungsmitglied und Vizepräsident der Deutsch-Ukrainischen Juristenvereinigung.
Seit 1975 ist er Mitglied der Europa-Union Hammelburg und engagierte sich anfangs besonders bei den Jungen Europäischen Föderalisten. Er setzt sich im Rahmen von Vorträgen und Seminaren, auch im europäischen Ausland, für den Gedanken des geeinten Europas ein. Für sein Engagement im Rahmen seiner 40-jährigen Mitgliedschaft erhielt er 2015 eine Ehrenurkunde des Landkreises Bad Kissingen.

## Schriften
- mit Dirk Brouër u .a.: Offene Vermögensfragen, ein Ratgeber. Rowohlt, 1995, ISBN 3-499-13672-4.